# Савельев, Валентин Дмитриевич
Валентин Дмитриевич Савельев (1925 — 1974) — советский военнослужащий, старший сержант Красной Армии, участник Великой Отечественной войны, Герой Советского Союза (1945).

## Биография
Родился 23 февраля 1925 года в деревне Подолы Воскресенского уезда Московской губернии (ныне — Рузского городского округа Московской области), русский. Жил в посёлке Румянцево Истринского района. После окончания семи классов школы работал в колхозе.
В январе 1943 года был призван на службу в Красную Армию. С сентября того же года — на фронтах Великой Отечественной войны.
Участвовал в форсировании таких рек, как Двина, Днепр, Одер. Дважды был ранен.
К январю 1945 года гвардии старший сержант Валентин Савельев командовал пулемётным отделением 340-го гвардейского стрелкового полка 121-й гвардейской стрелковой дивизии 13-й армии 1-го Украинского фронта. Отличился во время освобождения Польши. В ночь с 25-го на 26 января 1945 года отделение Савельева переправилось через Одер в районе города Кёбен (ныне — Хобеня, к северу от Сцинавы, Нижнесилезское воеводство) и приняло активное участие в боях за захват, удержание и расширение плацдарма на его западном берегу. 26—27 января 1945 года лично принимал активное участие в отражении девяти немецких контратак, нанеся противнику большие потери в живой силе.
Указом Президиума Верховного Совета СССР от 10 апреля 1945 года «за образцовое выполнение боевых заданий командования на фронте борьбы с немецкими захватчиками и проявленные при этом мужество и героизм» гвардии старший сержант Валентин Савельев был удостоен звания Героя Советского Союза с вручением ордена Ленина и медали «Золотая Звезда» (за номером 8140).
После окончания войны был демобилизован по инвалидности (был тяжело ранен в апреле 1945). Проживал и работал в посёлке Румянцево Истринского района Московской области.
Возглавлял районную организацию ДОСААФ, работал инструктором в партийном аппарате. Закончил курсы в Выборге, школу начсостава в Саратове. Некоторое время работал в бывшем Михневском районе, возглавлял контору "Заготзерно". Затем вернулся в родное Румянцево, стал заместителем директора Румянцевской фабрики медицинской мебели по хозяйственной части.
Был женат, жена — Капитолина Петровна, в семье было трое дочерей.
Скончался 5 ноября 1974 года, похоронен в селе Новопетровском Истринского района.
Был также награждён орденом Славы 3-й степени и рядом медалей.